# Marian Zdzisław Knobloch
Marian Zdzisław Knobloch (ur. 15 sierpnia 1946 w Chorzowie) − polski malarz i rzeźbiarz.

## Życiorys
W 1971 ukończył studia w Akademii Sztuk Pięknych w Krakowie, gdzie studiował na Wydziale Rzeźby, Malarstwa i Grafiki w pracowni prof. Mieczysława Wejmana.
Od 1973 jest członkiem Związku Polskich Artystów Plastyków.
Jego pasją pozaartystyczną są wyprawy w Himalaje, żeglarstwo oraz jeździectwo.

## Dorobek twórczy
wystawy indywidualne:
- 1968 - Kalisz, Studium Nauczycielskie
- 1969 - Chorzów, ZDK Huty Kościuszko
- 1970 - Kraków, Muzeum Etnograficzne
- 1971 - Szczecin, Galeria „Brama Portowa”
- 1971 - Kraków, Galeria „Eskulap”
- 1971 - Chorzów, Klub Zydel
- 1977 - Chorzów
- 1977 - Siemianowice, Galeria Miejska
- 1977 - Siemianowice, Klub MPiK
- 1981 - Świętochłowice, Miejska Izba Regionalna
- 1985 - Chorzów, Galeria „Plus”
- 1986 - Chorzów, Klub „Zydel”
- 1987 - Wólka Krzykowska, „Atelier Nad Brzegiem Morza”
- 1989 - Siemianowice, Muzeum Społeczne – Galeria „Po schodach”
- 1989 - Chorzów,Galeria “Plus”
- 1991 - Düsseldorf, Galeria „Ars Polona”
- 1992 - Bremen, Galeria Heinemann, „Bürgerhaus”
- 1996 - Chorzów,Galeria Atelier
- 1998 - Tychy, Galeria „Miriam”
- 1998 - Chorzów, Galeria „Przy kominku”
- 1998 - Lubliniec, Galeria Miejska w MDK
- 1998 - Chorzów, Galeria „Gala”
- 1999 - Paryż, Galeria „La Maison de L'olive”
- 1999 - Bruksela, Konsulat R.P.
- 1999 - Chorzów, Galeria „Parnas Cafe”
- 2001 - Chorzów, Miejska Galeria Sztuki „MM”
- 2002 - Ruda Śląska, Galeria „Fryna”
- 2002 - Bytom, Galeria „Suplement”
- 2003 - Chorzów, USC
- 2003 - Ruda Śląska, Rudpol
- 2004 - Świętochłowice, Centrum Kultury Śląskiej
- 2005 - Tychy, Galeria „Artyści Młodym”
- 2005 - Chorzów, USC
- 2006 - Chorzów, Galeria „Gala”
- 2007 - Gliwice, Galeria „Trzy Światy”
- 2008 - Łańcut, Galeria MDK
- 2009 - Chorzów, Galeria „Pod Schodami”
- 2009 - Chorzów, Galeria w Krypcie
- 2010 - Ustroń, Galeria przy Parafii św. Klemensa
- 2010 - Sosnowiec, Galeria „Stryszek”
- 2011 - Kędzierzyn, Galeria Miejska
- 2012 - Chorzów, Miejska Galeria Sztuki „MM”
- 2012 - Grzymałów, Dwór w Jabłoniowym Sadzie
- 2013 - Chorzów, Galeria Spełnionych Marzeń

Wystawy zbiorowe i poplenerowe: Katowice, Warszawa, Radom, Łańcut, Opole, Ostrów Wielkopolski, Gdynia, Sieradz, Miszkolc i Ózd (Węgry), Lwów (Ukraina), Ostrawa, Praga, Zlin (Czechy), Sofia (Bułgaria), Malmő (Szwecja), Paryż, Creil (Francja), Termoli, Rzym (Włochy), Remagen, Iserlohn (Niemcy), Lewocza (Słowacja)

## Odznaczenia i wyróżnienia
- Medal im. J. Ligonia „Zasłużony dla Kultury Miasta Chorzowa”
- Medal na wystawie „L'Academie des Artes de L'Europe Centrale” w Paryżu
- Nagroda Prezydenta Miasta Chorzów w Dziedzinie Kultury (2006)